# オンキヨー&パイオニア
オンキヨー&パイオニア株式会社（読みはオンキョーアンドパイオニア、英: Onkyo & Pioneer Corporation）は、かつて存在したオンキヨー株式会社（2代目法人、後のオンキヨーホームエンターテイメント株式会社）の完全子会社（機能子会社）で、オンキヨーグループにおいてオンキヨーブランド、およびパイオニアブランドの各種オーディオ・ビジュアル関連製品、AVアクセサリー（マイクロフォン、AV接続ケーブルなど）の製造販売等を担っていた電機メーカーである。

## 設立経緯と事業遷移
元はパイオニアのホームエレクトロニクス事業部の製品の販売会社だった。
2013年7月にパイオニア株式会社よりホームAV事業を会社分割により承継。更に同年10月には、電話機を製造していたパイオニアコミュニケーションズ株式会社を吸収合併。2015年3月2日付を以ってパイオニアが当社の株式をオンキヨーに譲渡し、オンキヨーの完全子会社となった。

## 沿革
- 2005年（平成17年）7月 - パイオニアマーケティング株式会社設立。
- 2007年（平成19年）5月 - 本社を渋谷区恵比寿より川崎市幸区鹿島田に移転。
- 2009年（平成21年）
  - 10月 - パイオニア株式会社及びパイオニアコミュニケーションズ株式会社より、会社分割にて国内におけるホームエレクトロニクス製品及びAVアクセサリー製品の販売およびマーケティング業務を承継[1]。
  - 11月 - 本社を川崎市幸区鹿島田より同区新小倉（現在地）に移転。
- 2013年（平成25年）
  - 7月 - パイオニア株式会社より、会社分割にてホームAV事業を承継。ホームエレクトロニクス製品の製造及び海外での販売を手掛けるようになる。同時に商号をパイオニアホームエレクトロニクス株式会社（PHE）に変更。
  - 10月 - パイオニアコミュニケーションズ株式会社を吸収合併。
- 2014年（平成26年）
  - 6月 - 当社の株式の一部をオンキヨー株式会社、および中国・香港の投資ファンドであるベアリング・プライベート・エクイティ・アジアに譲渡することで基本合意。
  - 9月 - 香港・ベアリング社が金銭面で折り合いが付かず撤退表明。当社のオンキヨー株式会社への吸収合併による経営統合、及び、パイオニア株式会社のオンキヨーへの出資を発表。
  - 11月7日 - オンキヨーとの経営統合の形態を変更することを発表。まず、パイオニアのヘッドホン事業を吸収分割により当社に承継。次に、オンキヨーが第三者割当により発行する株式（総議決権数の14.95%）をパイオニアが引き受けると同時に、パイオニアが保有する当社の全株式をオンキヨーに譲渡。さらに当社がオンキヨーのAV事業を吸収分割によって承継することとなった[2]。
- 2015年（平成27年）
  - 3月2日 - オンキヨーへの譲渡が完了し、オンキヨー&パイオニア株式会社に商号変更。オンキヨーの機能子会社となる[3][4]。これに伴い本社を神奈川県川崎市幸区新小倉からオンキヨー本社内の大阪市中央区北浜に移転。また同時に、販売事業はオンキヨーマーケティングジャパン（現・オンキヨー&パイオニアマーケティングジャパン）に、ヘッドホン・電話機事業はオンキヨーエンターテイメントテクノロジー（現・オンキヨー&パイオニアイノベーションズ）に、設計関連事業はデジタル・アコースティック（現・オンキヨーマーケティング）に、海外事業はオンキヨーの海外子会社にそれぞれ譲渡された[5]。
  - 7月1日 - オンキヨーのAV事業を吸収分割により承継[6]。
- 2018年（平成30年）
  - 4月1日 - オンキヨー&パイオニアマーケティングジャパンより本社機能、および住宅等への販売業務を除く販売業務を移管。技術設計部門は親会社のオンキヨーへ移管。企画・製造・販売を一貫して担う会社となる。ハイレゾ専門の音楽配信サイト「e-onkyo music」の運営元がオンキヨー&パイオニアイノベーションズから親会社のオンキヨーへ移管[7]。
- 2019年（令和元年）
  - 5月15日 - 同社を含むオンキヨーグループのホームAV事業の譲渡に向けて、米Sound Unitedとその親会社のファンドと本格的に協議することで基本合意[8]。
  - 10月4日 - 同年5月に締結されていた米Sound Unitedとその親会社ファンドへのオンキヨーグループ・ホームAV事業の譲渡契約の終了を相手方との合意に基づき取締役会で決定。事業譲渡の中止を発表[9]。
- 2020年（令和2年）
  - 7月8日 - カスタムインストールビジネスを目的とした「オンキヨー一級建築士事務所」（正式名称：オンキヨー＆パイオニア(→オンキヨーホームエンターテイメント)株式会社一級建築士事務所）を設立[10]。
  - 8月3日 - オンキヨー（初代法人、存続会社）とオンキヨー&パイオニアを同年10月1日付で合併し、社名をオンキヨーホームエンターテイメント株式会社（以下OHE）へと変更することを発表。OHEがホームAV事業、デジタルライフ事業、ゲーミング事業を展開することとなり、法人としてのオンキヨー&パイオニアは消滅することとなる。2021年（令和3年）3末までを目途に未払い債務の正常化と債務超過を解消する。なお、オンキヨーとの合併後はレガシーホームAV事業に特化し、上場会社として利益ある成長を目指すとしている[11]。
  - 10月1日 - 上記の通り、親会社のオンキヨーに吸収される形で法人、および製造事業としてのオンキヨー&パイオニアは消滅。ただし、販売事業のオンキヨー&パイオニアマーケティングジャパンはオンキヨーマーケティングに称号変更。
- 2022年（令和4年） ※補足
  - 3月18日 - オンキヨーマーケティングとオンキヨーサウンドが経営破綻。
  - 5月13日 - OHEが経営破綻。

## 自社ブランド
オンキヨーとパイオニアのホームエレクトロニクス事業部の合併により、両社が使用してきたブランドを引き続き使用しており、商品カテゴリによってブランドを使い分けている。
- ONKYO

ピュアオーディオ（単品コンポーネント）、ホームAV、ポータブルオーディオ（デジタルオーディオプレーヤー、ポータブルヘッドホンアンプなど）、PCオーディオ（USB接続による外付けタイプを含むサウンドカード全般、PC用アクティブスピーカーなど）、AVアクセサリー（ヘッドホンワイヤレスイヤホンのみ）、Windows搭載ノートパソコン(旧ソーテックブランドからの継承)、WindowsおよびAndroid搭載タブレット
- Pioneer（オンキヨーホームエンターテイメント移行後もブランド継続）

ピュアオーディオ（単品コンポーネント）、ホームAV、ゼネラルオーディオ、ポータブルオーディオ（デジタルオーディオプレーヤー、ポータブルヘッドホンアンプなど）、一般住宅専用シーリング（ビルトイン）、オーディオ（ACCO*（アッコ））、AVアクセサリー（ヘッドホン、HDMIケーブル、マイクロフォンなど）、集音器（フェミミ）、固定用電話機器（コードレスフォンなど）

## 事業所
2018年4月1日から2020年9月30日の法人消滅まで
- 本社：〒130-0015 東京都墨田区横網1丁目10-5 KOKUGIKAN FRONT BUILDING

2018年3月31日以前
- 本社：〒541-0041 大阪府大阪市中央区北浜2-2-22 北浜中央ビル
- 東京オフィス：〒130-0015 東京都墨田区横網1丁目10-5 KOKUGIKAN FRONT BUILDING

旧パイオニアホームエレクトロニクス時代
- 本社：〒212-0031 神奈川県川崎市幸区新小倉1-1
- 狭山ヶ丘事業所：〒359-1167 埼玉県所沢市林2丁目70-1